# River Chess
Der River Chess ist ein Wasserlauf in Buckinghamshire und Hertfordshire, England. Er entsteht in Chesham südlich der U-Bahn-Station Chesham. Er fließt zunächst in östlicher Richtung. Westlich von Sarrat bildet er die Grenze von Buckinghamshire und Hertfordshire und wechselt seine Richtung in eine südliche Richtung, in der er bis zu seiner Mündung im Osten von Rickmansworth in den River Colne fließt.